# Мозес Сімон
Сімон Мозес (17 листопада 1890, Мукачево — 25 січня 1957, Будапешт) — юрист, партійний діяч.

## Життєпис
Син Лебі Сімона та Рози Бергер. Після проголошення комуністичної партії був членом Берегівської директорії, а згодом політкомісаром 44-ї червоної бригади в Капошварі. Після падіння Радянської республіки був заарештований, але він утік із в'язниці на Маргарет Кьорут до Відня, звідки за партійним наказом повернувся до Берегово, де був нелегальним зв'язковим СЗКП до весни 1939 року. Після повернення на Закарпаття спочатку емігрував до Великої Британії, а потім у 1942 році до Сполучених Штатів Америки, де працював генеральним секретарем Американо-Угорської демократичної ради і вступив до Комуністичної партії США. Він також працював у редакції газети Угорське майбутнє, а після Другої світової війни, у 1947 році, повернувся до Угорщини, де був заарештований у 1949 році, засуджений за сфабрикованими звинуваченнями та відсидів чотири роки у в'язниці. Вийшов на волю вже хворим, але його реабілітацію в 1956 році була варта того. Помер у Будапешті наступного року.